# Oziidae
Famille
Les Oziidae sont une famille de crabes. Elle comporte 33 espèces actuelles et deux fossiles dans sept genres.

## Liste des genres
- Baptozius Alcock, 1896
- Bountiana Davie & Ng, 2000
- Epixanthoides Balss, 1935
- Epixanthus Heller, 1861
- Eupilumnus Kossmann, 1877
- Lydia Gistel, 1848
- Ozius H. Milne Edwards, 1834

## Référence
- Dana, 1851 : On the classification of the Cancroidea. American Journal of Science and Arts, ser. 2, vol. 12, n. 12, p. 121–131.

## Sources
- Ng, Guinot & Davie, 2008 : Systema Brachyurorum: Part I. An annotated checklist of extant brachyuran crabs of the world. Raffles Bulletin of Zoology Supplement, n. 17 p. 1–286.
- De Grave & al., 2009 : A Classification of Living and Fossil Genera of Decapod Crustaceans. Raffles Bulletin of Zoology Supplement, n. 21, p. 1-109.